# 북항 재개발

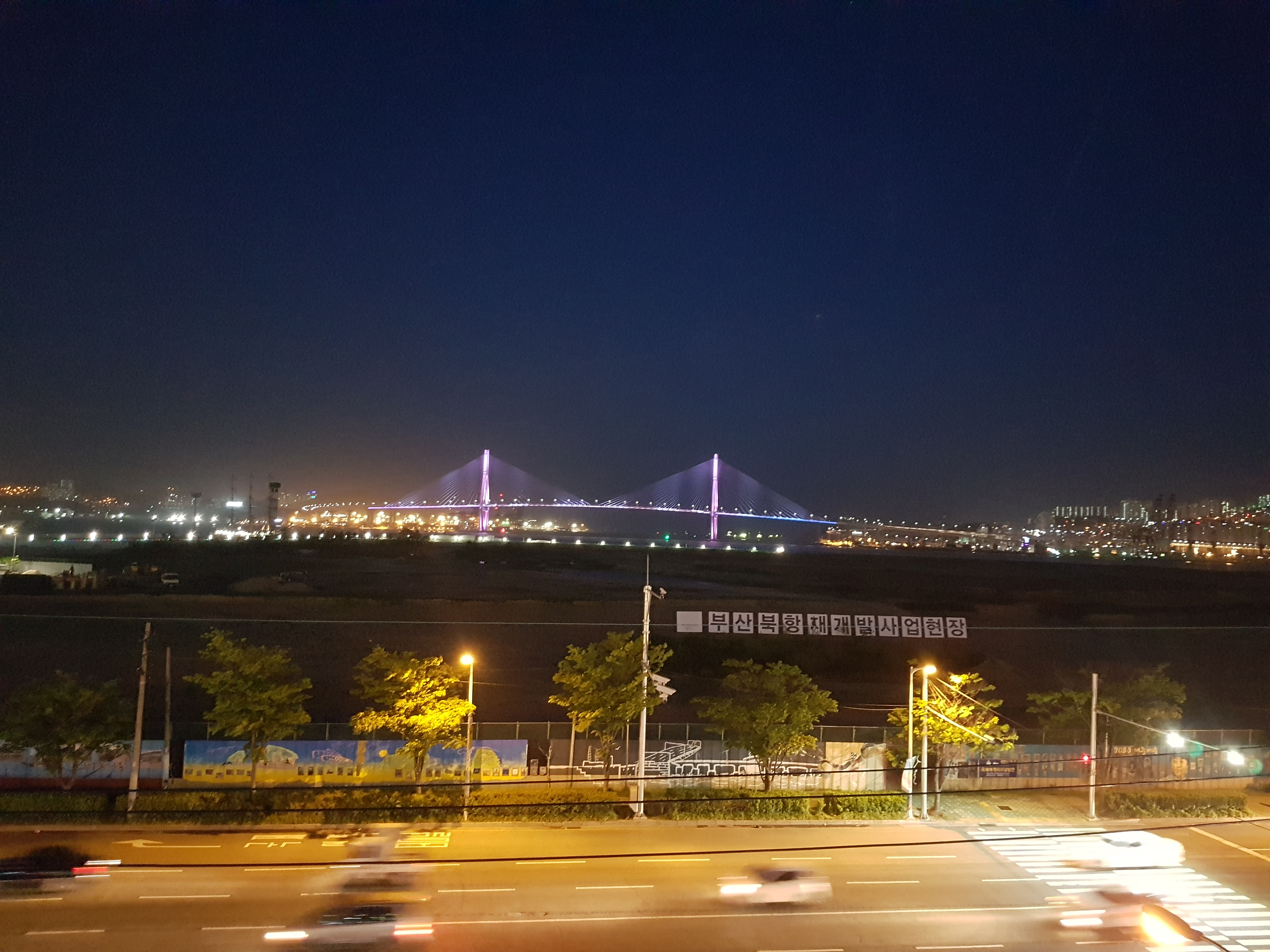
공사중인 부산항.

북항 재개발은 부산광역시 원도심에 활력을 불어넣고 관광객을 유치하기 위해 벌이고 있는 부산항 북항의 항구 재개발 사업이다. 부산항만공사에서 개발을 주관한다. 국제여객터미널 신청사, 크루즈항만, 고급주거시설, 상업시설, 업무시설, 문화시설 등이 들어설 예정이다.
북항1단계는 센트럴베이고 북항2단계는 부산항시티다.

## 역사

### 계획
1994년부터 계획이 시작되었고 2007년에 사업이 시작되었다. 2015년 8월 31일에 부산항여객터미널을 개장했고 북항으로 이전했다.

### 재개발
2017년 센트럴베이에 협성 마리나 G7이 착공하였다. 2018년 D-2블록인 더 게이트 동원(지상 74층, 지하 4층)과 D-3블록인 한국투자증권(지상 72층, 지하 5층)의 계획이 있었다. 협성 마리나 G7이 2021년 완공되었고 롯데캐슬 드메르 등이 완공될 예정이고 2030년에 1단계 사업이 끝날 예정이다.
북항2단계인 부산항시티에는 아파트가 들어선다. 북항3단계 조감도가 2023년에 공개되었다.

## 건물

### 주요 건물

#### 1단계 주요 건물

##### 부산항여객터미널
부산항여객터미널(釜山港 旅客 - , 영어: Busan Port Passenger Terminal)은 부산항에 있는 여객 수송용 터미널로 부산항국제여객터미널과 부산항연안여객터미널을 함께 지칭하는 말이다.

##### 부산 오페라 하우스
부산 오페라 하우스는 부산 북항에 공사중인 건물이다. 2018년에 착공하여 2023년이나 2024년에 완공할 예정이다.

##### 협성 마리나 G7
협성 마리나 G7(영어: Hypseong Marina G7)는 부산광역시 동구 초량동 부산항(북항)에 위치한 생활숙박시설 단지다. 총 2개동으로 구성되어 있고 높이는 199.85m이며 층수는 지상 61층, 지하 4층이다. (주)협성이 협성 마리나 G7을 개발하게 되며 사업명은 부산항(북항) D-1 블럭 신축공사다.

##### SKY.V 북항
SKY.V 북항(영어: SKY.V Bukhang)은 대한민국 부산광역시 동구 초량동에 계획중인 마천루이다. 원래는 더 게이트 동원의 계획이 있었는데 SKY.V 북항이라는 건물의 계획이 있다.

##### 롯데캐슬 드메르
롯데캐슬 드메르(영어: Bukhang Lotte Castle De MER)는 부산광역시 동구 초량동 부산항(북항)에 개발중인 생활숙박시설 단지다. 높이는 213m이며 층수는 지상 59층, 지하 5층이다.

#### 2단계 주요 건물

##### 오션브릿지
오션브릿지는 부산광역시 동구 범일동에 건설된 고층 주상복합 아파트이다. 최고 48층 높이 건물 2개동으로 구성되었다.

##### 두산위브더제니스 하버시티
두산위브더제니스 하버시티는 부산광역시 동구 범일동에 위치한 고층 주상복합 아파트이다. 최보 49층 높이의 주상복합 건물 7개동과, 오피스텔 건물 1개동으로 구성되어 있다.

##### 블랑 써밋 74
부산광역시 동구 범일동에 건설중인 초고층 주상복합 아파트이다. 2023년 12월 공사가 시작되었고 최고 69층 높이로 2028년 11월 완공될 예정이다.

##### 자이 힐스테이트 하이퍼시티
부산광역시 동구 범일동에 건설 예정인 고층 주상복합 아파트이다. 좌범통합2지구 재개발로 최고 60층 높이의 아파트로 건설될 예정이다.

### 계획된 건물

#### 부산일보
부산일보는 부산 북항에 착공 예정이며 지상 20층으로 건설된다.

#### 부산BBS
부산BBS는 부산 북항에 착공 예정이며 지상 40층으로 건설된다. 2020년 3월에 착공 이후 2022년 9월에 준공 예정이다.

#### 부산MBC
부산MBC는 부산 북항에 착공 예정이며 지상 25층으로 건설된다.

### 취소된 건물

#### 부산 북항야구장
부산 북항야구장은 부산광역시에 건설 추진중인 야구장이다. 북항에 야구장을 지을 계획이었으나 계획이 취소되었다.

## 논란

### 행정구역 분쟁
부산 중구와 부산 동구의 경계에 들어서는 특성상 양 구가 서로 자기네 지역에 매립지를 많이 편입시켜달라고 요구하고 있다. 특히  오페라 하우스의 관할구역 부분을 놓고 서로 한치의 양보도 하지 않았다. 2021년 여름 영주고가도로를 기준으로 결정되었다. 그러나 영주고가 이남에 있는 기존 초량동 지번은 동구 관할로 유지되어 땅거스러미가 생겼다. 동구에선 취소 소송을 냈다.

### 난개발 논란
2020년 북항 재개발 난개발 논란이 있다. D-3블록의 높이가 213m인데 지상 59층, 지하 5층으로 계획을 변경했다.

## 갤러리

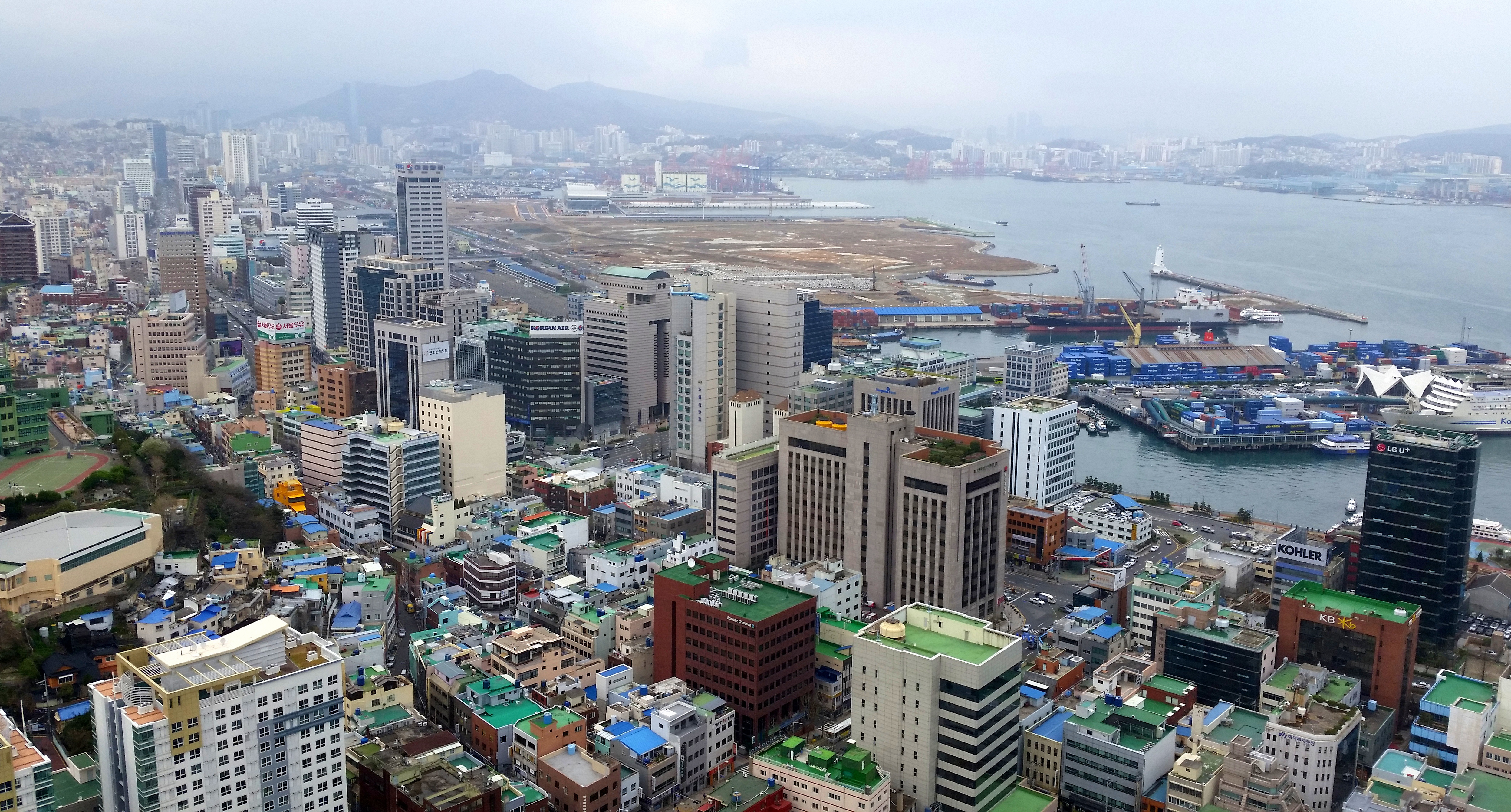
2015년 4월 3일
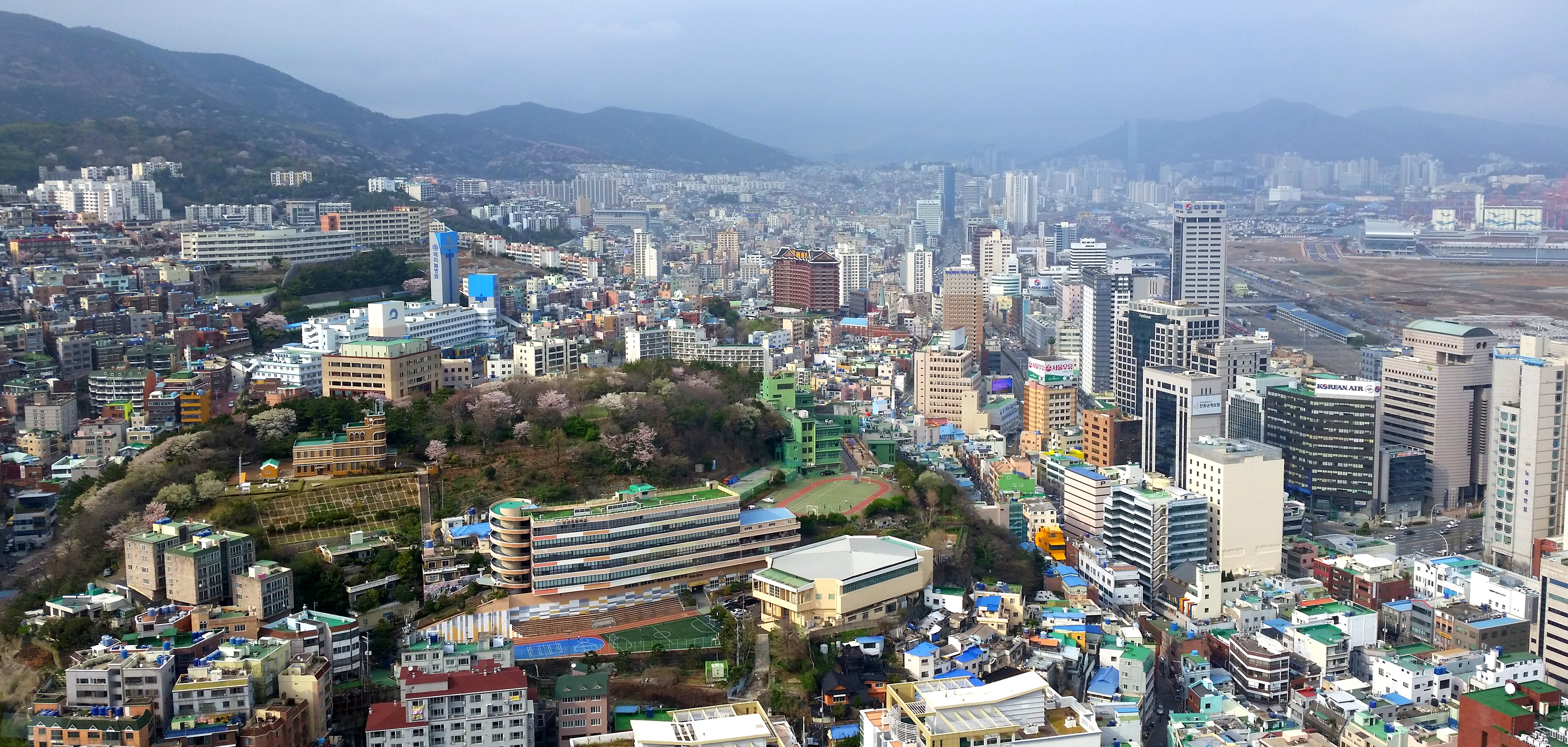
2015년 4월 3일
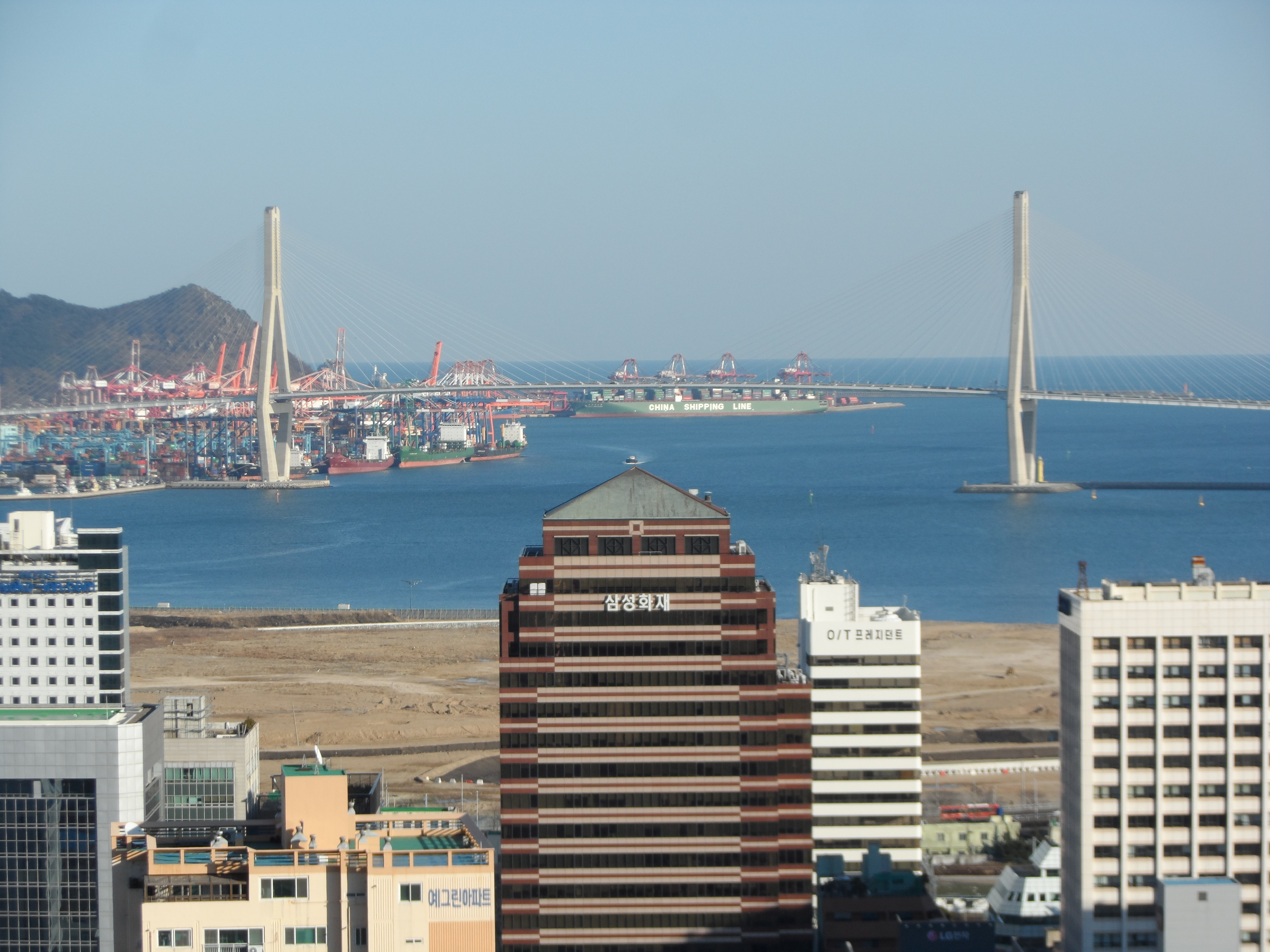
2016년 2월 9일
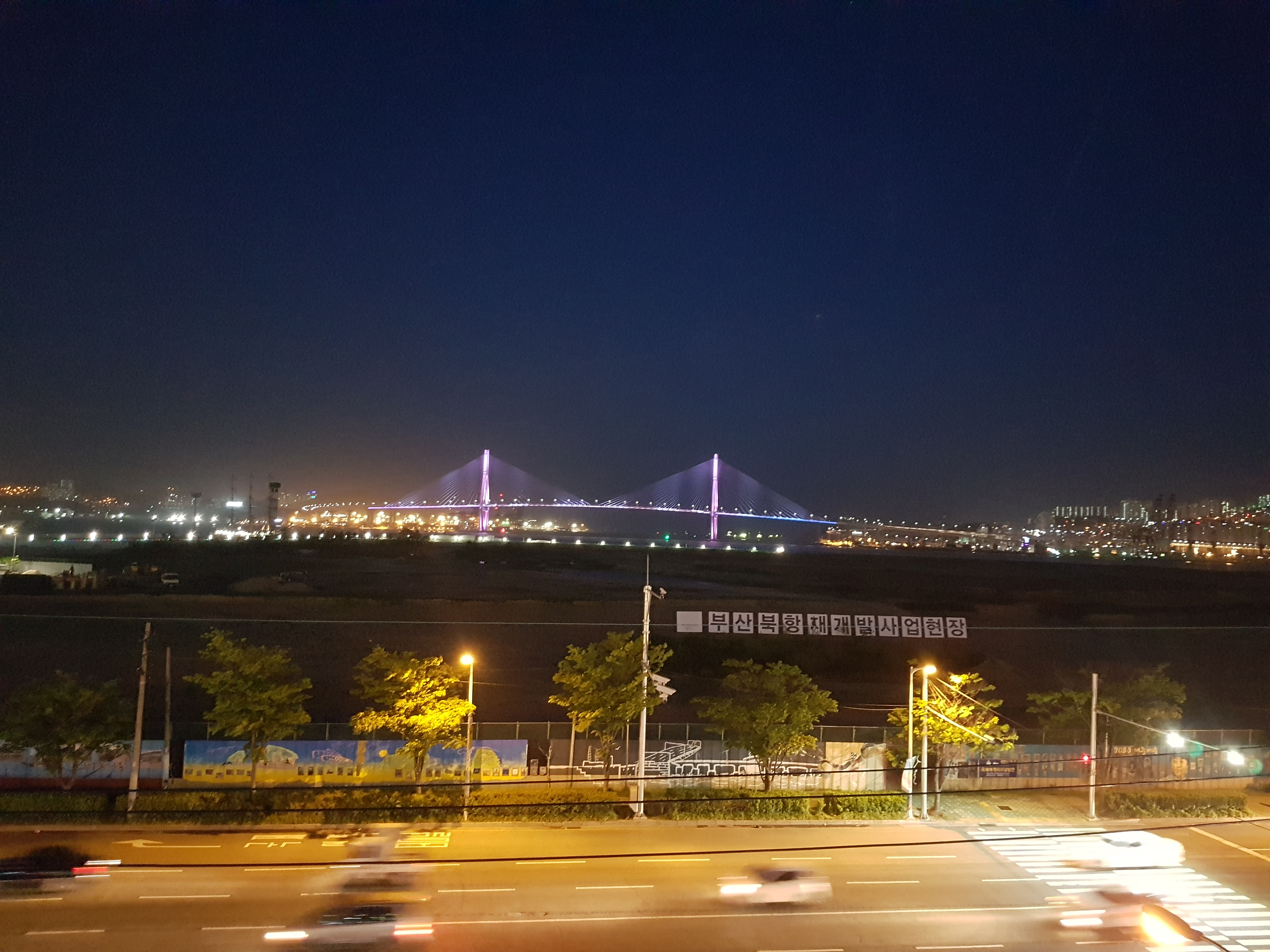
2017년 5월 7일

## 같이 보기
- 부산항여객터미널